# Kijowski Narodowy Uniwersytet Kultury i Sztuki
Kijowski Narodowy Uniwersytet Kultury i Sztuki (ukr. Київський національний університет культури і мистецтв) – uczelnia w Kijowie (Ukraina), założona w 1968 r.
Od roku 1993 rektorem uczelni jest Mychajło Popławski. Uniwersytet kształci studentów na licznych fakultetach, między innymi: kina i telewizji, designu i reklamy, filozofii, prawa i sztuk muzycznych.